# Mikio Ikemoto
Mikio Ikemoto (池本 幹雄 Ikemoto Mikio?) (nacido el 13 de enero de 1977). Es un mangaka japonés, escritor e ilustrador del manga Boruto: Two Blue Vortex. Originalmente trabajó como asistente principal para la serie de manga Naruto de Masashi Kishimoto desde 1999 hasta 2014. Después de su conclusión, Ikemoto fue elegido para escribir e ilustrar la serie secuela de 2016, Boruto: Naruto Next Generations, trabajando junto al escritor Ukyō Kodachi (vol. 1-13).

## Biografía y obras
De niño, Ikemoto era fanático de las pegatinas de Bikkuriman. Sin embargo, como no podía permitírselas, dibujó sus propias pegatinas. A sus amigos les gustaron tanto que empezaron a comprarle pegatinas. En este punto de su vida, Ikemoto sintió que tenía talento para el arte.
En marzo de 1997, Mikio Ikemoto dio sus primeros pasos en el mundo del manga profesional al presentar su one-shot 'Cosmos' a la prestigiosa Weekly Shōnen Jump. Su talento fue rápidamente reconocido, y 'Cosmos' no solo fue premiado con un Tenkaichi Manga Award, sino que también se publicó en el número del 7 de julio de ese mismo año, cautivando a un pequeño pero dedicado grupo de lectores con su temática madura. El éxito inicial de 'Cosmos' allanó el camino para su serialización en la revista independiente Monthly Plasma, donde se publicó entre junio de 1997 y septiembre de 1999. La popularidad de la serie fue tal que incluso se publicó una secuela de un solo capítulo en Weekly Shōnen Jump en abril de 1999.
Ikemoto había admirado el trabajo de su compañero artista novato, Masashi Kishimoto, desde hacía tiempo. Cuando se enteró de que Ikemoto estaba a punto de mudarse a Tokio para trabajar en una serie cómica, Kishimoto, que ya había comenzado a trabajar en Naruto, vio una oportunidad de entrar a Shueisha. Convencido de que el talento de Ikemoto sería un gran activo para su proyecto, pidió a su editor que lo reclutara. Para Ikemoto, la propuesta de Kishimoto fue una sorpresa bienvenida, pues el género shōnen era justo lo que buscaba. Así, se unió al equipo de Naruto a partir del séptimo capítulo. Como el asistente más joven de Kishimoto durante los primeros días de Naruto, Ikemoto desempeñaba un papel fundamental en la creación del manga. Su trabajo era variado y exigente: desde dibujar multitudes y fondos detallados hasta perfeccionar los detalles de los personajes, como los ojos y los efectos de velocidad. Estas tareas, junto con la ocasional creación de diseños de personajes nuevos, le permitieron desarrollar sus habilidades como dibujante y sumergirse por completo en el universo de Naruto.Ikemoto recuerda con qué frecuencia Kishimoto solicitaba su ayuda para agregar más detalles a los capítulos del manga, lo que lo llevó a dibujar más clones creados por Naruto Uzumaki, así como un personaje no especificado que podía volverse gigante. 
Una vez concluida la serie original de Naruto en 2014, Shueisha propuso a Kishimoto continuar la historia. Sin embargo, el mangaka decidió pasar el testigo a Ikemoto, quien ya había demostrado su talento como asistente en Naruto. Kishimoto alentó a Ikemoto a desarrollar su propio estilo artístico y crear una nueva visión para la franquicia. Aunque los fans de la primera hora podrían extrañar el estilo de Kishimoto, Ikemoto se comprometió a honrar el legado de Naruto y a ofrecer una nueva y emocionante historia. Además de ilustrar el manga, Ikemoto también ha contribuido con ilustraciones para las novelas ligeras de Boruto. La serie ha tenido un gran éxito, superando el millón de copias impresas en enero de 2017, y ha sido adaptada a un anime por Studio Pierrot. 

## Estilo
Ikemoto ha reconocido abiertamente que sus obras, incluyendo Boruto, están fuertemente influenciadas por clásicos del manga como Kinnikuman y Dragon Ball. Admira especialmente el estilo sencillo y efectivo de Akira Toriyama, quien, según él, logra transmitir gran dinamismo en sus escenas de acción sin recargar los dibujos. Aunque reconoce que la comedia no es su fuerte, Ikemoto considera que la evolución de la historia de Boruto no se presta a un tono demasiado cómico. 
Ikemoto valora la oportunidad de trabajar en Boruto, pero también es consciente de las demandas de la serialización. Si bien el ritmo mensual le brinda más tiempo para desarrollar cada capítulo, la cantidad de páginas requeridas sigue siendo un desafío. A pesar de esto, Ikemoto cree que este equilibrio entre calidad y cantidad es fundamental para mantener la serie a un alto nivel.
Cada capítulo de Boruto requiere de un esfuerzo considerable. Con más de 40 páginas por capítulo, el proceso creativo se divide en varias etapas: una semana para las miniaturas, veinte días para el dibujo detallado y el resto del tiempo para los acabados finales. 
Ikemoto inicia sus ilustraciones realizando bocetos detallados con un lápiz mecánico Criterium sobre papel IC. Una vez satisfecho con el boceto, procede a entintar las líneas definitivas.
Los marcadores Copic han sido la herramienta de elección tanto para Kishimoto en Naruto como para Ikemoto en Boruto, demostrando la versatilidad y eficacia de esta técnica en el mundo del manga. 
Hiroyuki Yamashita, director del anime de Boruto, ha elogiado ampliamente el estilo artístico de Mikio Ikemoto. Yamashita destaca el diseño de paisajes oblongos de Ikemoto, considerándolo más realista que el de Kishimoto gracias a su meticulosa atención a los detalles de los personajes. La transformación de Momoshiki Otsutsuki, ilustrada por Ikemoto, ha sido especialmente sorprendente para Yamashita, quien resalta la gran diferencia con el diseño original de la película. Amy McNulty de Anime News Network coincide en que el estilo de Ikemoto, aunque similar al de Kishimoto, se distingue por la calidad de sus escenas de acción. Incluso el reconocido mangaka Yoshihiro Togashi ha expresado su admiración por el trabajo de Ikemoto.